# Heerlijkheid Vianen

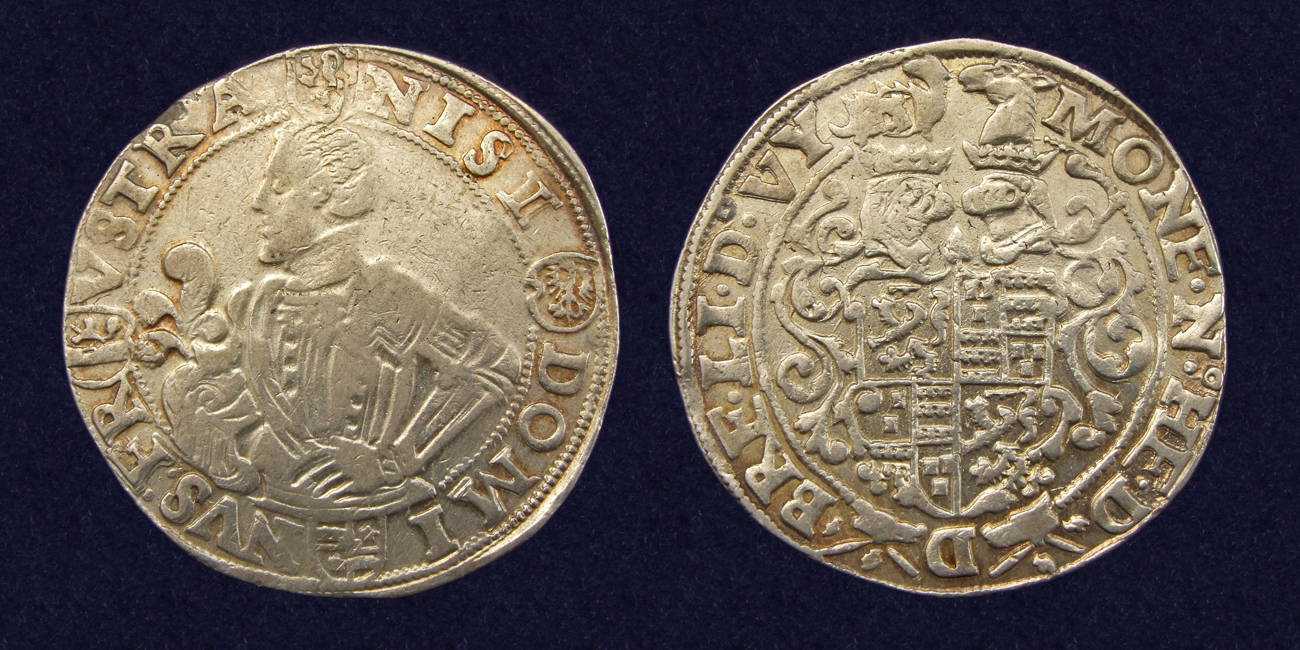
AR Daalder, geslagen in Vianen onder Hendrik van Brederode (1556-1558).

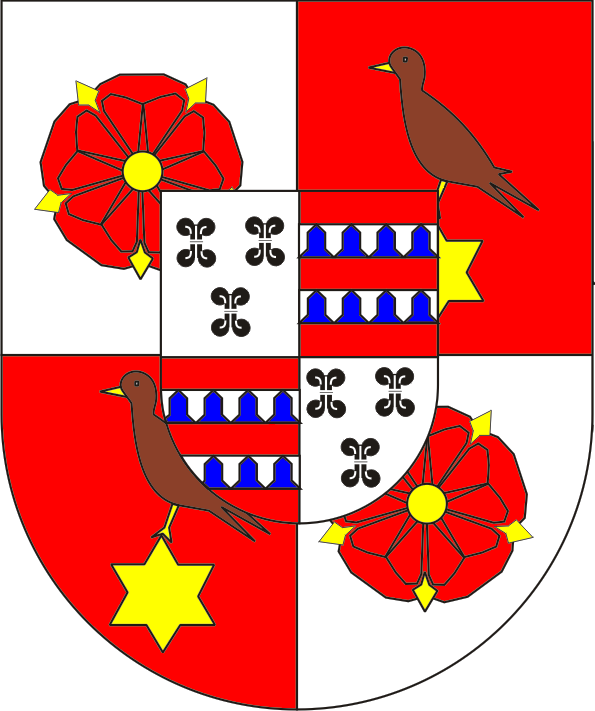
Wapen van Lippe van 1687 tot 1789

De heerlijkheid Vianen, ook Land van Vianen, was tot 1725 een niet tot de Republiek behorend gebied, als deel van het Duitse Rijk. Hoewel het tot die tijd niet officieel een onderdeel van de Republiek was, werd het wel als zodanig beschouwd. Het betaalde tevens een jaarlijkse bijdrage aan de Republiek. In 1725 werd het gebied door de Staten van Holland opgekocht en ging het deel uitmaken van het gewest Holland.

## Geschiedenis
Het land van Vianen was vanouds een vrije heerlijkheid, aanvankelijk behorend tot het graafschap Teisterbant. Liggend in het grensgebied tussen het graafschap Holland, het hertogdom Gelre en het Sticht Utrecht wisten de heren van Vianen zelfstandig te blijven tijdens het ontstaan van deze vorstendommen.
De eerste bekende heer van Vianen is in de dertiende eeuw Zweder van Vianen, een zoon van Hubert van Beusichem, heer van Culemborg. De heerlijkheid had haar oorsprong in het bouwen van het slot Op de Bol door Zweder in 1213, of volgens anderen reeds in 1190.
Het huwelijk van Hendrik I van Vianen (overleden 1352) met Catharina uten Goye bracht de familie in het bezit van het burggraafschap Utrecht. De rechten die aan deze titel binnen de stad Utrecht ontleend konden worden waren echter minimaal.
De heerlijkheid Vianen vererfde binnen de familie Vianen van zoon op zoon tot de dood van Hendrik van Vianen in 1417. Ten gevolge van het huwelijk van zijn dochter Johanna van Vianen met Walraven I van Brederode kwam de heerlijkheid in het bezit van de familie Brederode. Na de dood van Reinoud II in 1473 was er een gewapende strijd om het regentschap over zijn minderjarige zoon Walraven II. In 1480 kwam er een eind aan het geschil.
Leden van de familie Brederode speelden een belangrijke rol in de Opstand tegen het Spaanse bewind, waarbij zij ook gebruikmaakten van hun status van heerser van een niet tot de Spaanse Nederlanden behorend land.
De laatste heer van Vianen uit het huis Brederode was Wolfert, die overleed in 1679. Hij werd opgevolgd door zijn zuster Hedwig Agnes. Zij overleed in 1684, waarna zij werd opgevolgd door de dochter van haar halfzuster: Amalia, burggravin van Dohna (overleden in 1700). Amalia was gehuwd met graaf Simon Hendrik van Lippe, waardoor het land van Vianen in personele unie kwam met het graafschap Lippe.
De kleinzoon van dit echtpaar, vorst Simon Hendrik Adolf, zocht een koper voor de heerlijkheid. Omdat de Staten van Holland niet het risico wilden lopen dat een buitenlandse vorst de koper zou worden, kochten zij de heerlijkheid in 1725. De vorsten van Lippe bleven de wapens van Vianen en Ameide tot 1918 voeren, evenals de titel burggraaf van Utrecht.
Bij de vorming van de Bataafse Republiek in 1795 waren er in Vianen protesten tegen de inlijving van het land, maar deze hadden geen effect.

## Gebied
Het land van Vianen bestond uit de volgende gerechten:
- stad Vianen (met de polders Bloemendaal, Bolgerijen en Autena)
- Hei- en Boeicop
- Lexmond en Achthoven
- Lakerveld
- Meerkerk en Blommendaal

Met de heerlijkheid Vianen waren verbonden:
- hoge heerlijkheid Ameide
- heerlijkheid Tienhoven

## Wapen
Het wapen van de heerlijkheid bestond uit twee velden, een voor Vianen en een voor Ameide. Het latere gemeentewapen van Ameide is hiermee niet identiek.

## Heren van Vianen
| regering  | naam             | geboren    | overleden  | familie                              |
| --------- | ---------------- | ---------- | ---------- | ------------------------------------ |
| 1318-1346 | Zweder           |            | 1346       |                                      |
| 1346-1352 | Hendrik I        |            | 3-10-1352  | zoon                                 |
| 1352-1391 | Gijsbert         | ±1320      | 21-8-1391  | zoon                                 |
| 1391-1417 | Hendrik II       | ±1357      | 17-4-1417  | zoon                                 |
| 1417-1417 | Walraven I       | 1370       | 1-12-1417  | schoonzoon                           |
| 1417-1473 | Reinoud II       | 1415       | 16-10-1473 | zoon                                 |
| 1473-1531 | Walraven II      | 8-1-1462   | 1531       | zoon                                 |
| 1531-1556 | Reinoud III      | 4-9-1492   | 25-9-1556  | zoon                                 |
| 1556-1568 | Hendrik III      | 20-12-1531 | 15-2-1568  | zoon                                 |
| 1568-1584 | Reinoud IV       |            | 1584       | neef, kleinzoon van Walraven II      |
| 1584-1614 | Walraven III     |            | -12-1614   | zoon                                 |
| 1614-1620 | Walraven IV      | 1597       | 19-1-1620  | neef, kleinzoon van Reinoud IV       |
| 1620-1655 | Johan Wolfert    | 12-6-1599  | 3-9-1655   | broer                                |
| 1655-1679 | Wolfert          | 18-11-1649 | 17-6-1679  | zoon                                 |
| 1679-1684 | Hedwig Agnes     | 18-8-1643  | 27-11-1684 | zuster                               |
| 1684-1700 | Amalia van Dohna | 2-2-1645   | 11-3-1700  | nicht, dochter van oudere halfzuster |
| 1700-1718 | Frederik Adolf   | 20-9-1667  | 18-7-1718  | zoon                                 |
| 1718-1725 | Simon Hendrik    | 25-1-1694  | 12-10-1734 | zoon                                 |